# Nothing Personal
Nothing Personal é o terceiro álbum de estúdio da banda de pop punk All Time Low, lançado a 7 de julho de 2009.

## Faixas
1. "Weightless" - 3:18
2. "Break Your Little Heart" - 2:51
3. "Damned If I Do Ya (Damned If I Don't)" - 3:07
4. "Lost in Stereo" - 3:47
5. "Stella" - 3:24
6. "Sick Little Games" - 3:36
7. "Hello, Brooklyn" - 3:29
8. "Walls" - 3:11
9. "Too Much" - 4:14
10. "Keep the Change, You Filthy Animal" -	3:20
11. "A Party Song (The Walk of Shame)" - 2:59
12. "Therapy" - 3:44